# ألان ويلسون
ألان ويلسون (24 أبريل 1920 في المملكة المتحدة - 6 أبريل 2015) (بالإنجليزية: Alan Wilson) هو لاعب كريكت بريطاني (وحمل سابقاً جنسية المملكة المتحدة لبريطانيا العظمى وأيرلندا). لعب مع نادي مقاطعة لانكشر للكريكت ‏.

## وصلات خارجية
- ألان ويلسون على موقع إي آس بي آن كريك إنفو (الإنجليزية)